# 德臨道
德臨道，中华民国初期设置的道，属山东省。
民国十四年（1925年）10月，奉系军阀、山东督办兼省长张宗昌废除袁世凯时代设置的山东四道（济南道、济宁道、东临道，胶东道），将山东省分为十一道。德臨道由东临道分置，道尹驻德县（今山东省德州市）。辖德县、德平县、平原县、陵县、临邑县、禹城县、恩县、临清县、武城县、夏津县等10县。辖境相当今山东德州市、临清市等地。民国十七年（1928年）5月，国民革命军北伐後废。